# Cyrillus van Saloniki

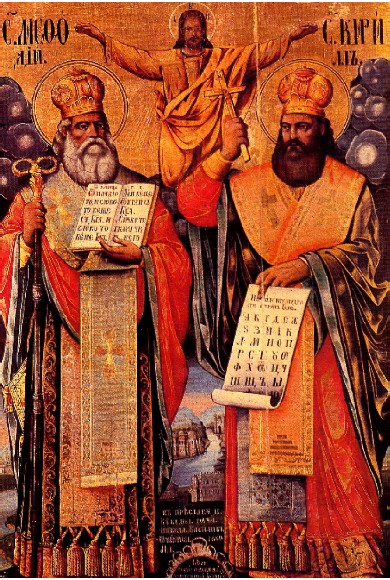
Methodius (links) en Cyrillus. Icoon uit de 19e eeuw uit Boekarest

Cyrillus van Saloniki (Grieks: Κύριλλος, Kirillos; Kerkslavisch: Кирилъ, Kirill) (Thessaloniki, 827 – Rome, 14 februari 869) is samen met zijn broer Methodius de verbreider van het christendom onder de Slavische volkeren geweest. Cyrillus werd geboren in Thessaloniki onder de naam Constantijn, maar wenste op zijn sterfbed in Rome als een monnik te sterven, wat een nieuwe, geestelijke naam vergde. Volgens de traditie koos hij een naam die met de eerste letter van zijn eigen naam begon: Cyrillus.
In 862 werd hij samen met zijn broer uitgezonden door de keizer Michaël III van Byzantium ter kerstening van de volken in Moravië. Hij zou het glagolitische alfabet hebben ontwikkeld, omdat de Slaven enkel een gesproken taal zouden hebben. De Latijnse ritus werd vervolgens in het slavisch vertaald. Het huidige Cyrillische alfabet, dat is gebaseerd op het Griekse alfabet, is naar hem vernoemd.
Naar aanleiding van de herdenking dat de heilige Cyrillus en Methodius 11 eeuwen geleden hun evangelisatie begonnen onder de Slavische volkeren, publiceerde paus Johannes Paulus II de encycliek Slavorum Apostoli.
Zijn feestdag is (samen met Methodius) 14 februari (vroeger 7 juli en/of 9 maart). Hij is o.a. de patroon van Europa, Bohemen, Bulgarije, Tsjechië.
In Tsjechië worden Cyrillus en Methodius herdacht op 5 juli, een nationale feestdag.